# Æthelwold av East Anglia
Æthelwold av East Anglia, död 664, var en engelsk monark. Han var kung av East Anglia 654–664. 